# Aschenputtel (Band)
Aschenputtel war ein österreichisches Musikprojekt, das durch den Ö3 Soundcheck 2005 (3. Platz) bekannt wurde.
Nach Teilnahme beim und Erreichen des dritten Platzes beim Soundcheck veröffentlichten sie ihre Single Ich kann dich heilen, welche sich auf Rang 10 der österreichischen Singlecharts platzieren konnte. Im Sommer desselben Jahres folgte die zweite Single Zauberland, welche nur auf Platz 33 landete.

## Mitglieder

### Amourina
Roumina Wilfling ist neben Sängerin auch Songwriterin. Unter anderem arbeitete sie mit Bands wie Papermoon. 2002 bis 2003 war sie mit Christof Straub verheiratet, mit dem sie drei Kinder hat. Christof Straub schrieb Songs und produzierte Demos für Aschenputtel.

### Bacada
Im Alter von elf Jahren war Barbara Pichler schon Gründungsmitglied einer Band. Seitdem ist sie in verschiedenen Bereichen der Popmusik tätig. Sie war Songwriterin und Backgroundsängerin bei Bands wie Jamcake, Carouge und Papermoon.

### Mae
Meike Garden vertrat zusammen mit ihrer Mutter ihr Heimatland Deutschland beim Eurovision Song Contest 1988 in Dublin und erreichte dort Platz 14. Sie studierte in Berlin Musical und Gesang und lernte dort 1998 auch Amourina kennen. Von 2002 bis 2008 lebte sie in Wien, jetzt wieder in Deutschland.

## Diskografie
Singles
- 2005: Ich kann dich heilen
- 2005: Zauberland